# Wilhelm Middelschulte
Wilhelm Middelschulte   (Hamm, 3 d'abril de 1863 - Dortmund, 4 de maig de 1943) va ser un compositor i organista alemany-americà.
Middelschulte va estudiar primer l'orgue amb August Knabe. Posteriorment va assistir al Royal Music Institute de Berlín, on va estudiar teoria d'òrgan i música a August Haupt. De 1888 a 1891 va treballar durant un breu temps fins i tot a l'Institut de Música i com a cap d'òrgan i organista a l'església de "St. Lukas" de Berlín. Tres anys després passà a Chicago (Estats Units), on el 1894 aconseguí la plaça d'organista de l'Orquestra Thomas i de l'església de St. Jakob. Les performances de concerts a Amèrica i Alemanya van deixar una impressió duradora en la història de la música. El 1939 va tornar a Europa.
Va compondre per a orgue:
- Passacaglia;
- Kanons and Fuge über <Vater unser im Himmelreich>
- Kanonische Phantasie über Bach;
- Fuga sobre quatre temes de Bach;
- Toccata sobre Ein feste Burg;
- Un concert per a orgue i orquestra, basat en un tema de Bach, etc.